# Бидзароне
Бидзаро̀не (на италиански: Bizzarone; на ломбардски: Bizarun, Бидзарун) е село и община в Северна Италия, провинция Комо, регион Ломбардия. Разположено е на 436 m надморска височина. Населението на общината е 1599 души (към 2017 г.).